# Iglesia del Campo
Iglesia del Campo es una localidad del municipio leonés de Toral de los Vados, en la Comunidad Autónoma de Castilla y León. 

## Localidades limítrofes
Confina con las siguientes localidades:
- Al norte con Pieros.
- Al este con Sorribas.
- Al sureste con Carracedo del Monasterio.
- Al sur con Villamartín de la Abadía.
- Al suroeste con Villadecanes.
- Al noroeste con Valtuille de Abajo.

## Demografía
Evolución de la población
| Gráfica de evolución demográfica de Iglesia del Campo entre 2000 y 2017 |
|                                                                         |
| Población de derecho (2000-2017) según el padrón municipal del INE      |